# كويك تل
كويك تل (بالإنجليزية: Quicktel) هي شركة مصرية رائدة في مجال تصنيع معدات التليفونات يقع مقرها بالمعصرة، حلوان، مصر. تمتلك الشركة مركز تطوير وابحاث متقدم لتطوير الأنظمة وتصميم المنتجات باحدث التكنولوجيا واختبارها وفقا لمعايير الجودة.

## تاريخ الشركة
أنشئت الشركة المصرية لصناعة المعدات التليفونية (كويك تل) في بدايات الستينيات لتصنيع معدات الهواتف والسويتشات بالتعاون مع شركة إريكسون (إريكسون) السويدية، أما الآن فان الشركة تصنع الهواتف النقالة وتصمم أنظمة الاتصال وأنظمة منع سرقة الخط وذلك من خلال مراكزها البحثية وتصميمات مصرية خالصة وتتعاون الشركة مع العديد من الشركات العالمية في المجالات البحثية والتصنيعية مثل شركة هواوي الصينية وشركة Redline Communications وشركة 3M Telecommunications Co هذا والإضافة الي التعاون التقني والتدريبي المهني للكوادر والعقول كذلك التعاون مع جامعة القاهرة وشركة إنتل (إنتل) الأمريكية.

## أهم الاصدارات

### لالكي
تليفون ايجي دكت (egydect)

### نقال
تليفون جي 209 (G209)
و غيرها

## التصدير
نظرا لجودة الإنتاج ودقته خرجت الشركة الي نطاق التصدير وأهم اسواقها العديد من الدول العربية بالإضافة لدول أفريقية مثل كينيا ودول آسيوية مثل باكستان. وقد وصل صافي ايرادات التصدير الي 71 مليون جنيه مصري عام 2005 مقابل 6,5 مليون جنيه مصري عام 2004

## وصلات خارجية
الموقع الرسمي